# Pterolophia gigantea
Pterolophia gigantea là một loài bọ cánh cứng trong họ Cerambycidae.